# 葩裂狼蛛
葩裂狼蛛（学名：Schizocosa parricida）为狼蛛科裂狼蛛属的动物。在中国大陆，分布于北京等地。该物种的模式产地在北京。